# روبرت تساندر
روبرت تساندر (بالألمانية: Robert Zander) (و. 1892 – 1969 م) هو عالم نبات، وأمين مكتبة، وكاتب غير روائي من ألمانيا . ولد في ماغديبورغ.
توفي في برلين ، عن عمر يناهز 77 عاماً.